# トゥラン (エトルリア神話)
トゥラン（Turan）はエトルリア神話においての愛と活力の女神で、ヴェルク（Velch）市の守護者である。美術において、通常は若い翼のある少女として描写されている。ローマ神話のウェヌスおよびギリシア神話のアプロディーテーに相当する女神とされる。
一般に鳩、鵞鳥、白鳥などの卵を産んでいる鳥と関連付けされる。従者はラサス（Lasas）と呼ばれた。トゥランはかなり古くから信仰されていたと思われるが、ピアチェンツァの肝臓（Liver of Piacenza）にもエトルリアの神々について書かれたマルティアヌス（Martianus）のリストにも記載が無い。7月のエトルリア語名は彼女にちなんで名づけられているが、現在はそのラテン語形トラネウス（Traneus）を知るのみとなる。